# (4822) Karge
(4822) Karge es un asteroide perteneciente al cinturón de asteroides, descubierto el 4 de octubre de 1986 por Edward Bowell desde la Estación Anderson Mesa (condado de Coconino, cerca de Flagstaff, Arizona, Estados Unidos).

## Designación y nombre
Designado provisionalmente como 1986 TC1. Fue nombrado Karge en honor al profesor de física Orville B. Karge, ejerció en San Dieguito y en las Escuelas Secundarias Torrey Pines, cerca de San Diego, California.

## Características orbitales
Karge está situado a una distancia media del Sol de 2,252 ua, pudiendo alejarse hasta 2,671 ua y acercarse hasta 1,833 ua. Su excentricidad es 0,186 y la inclinación orbital 4,050 grados. Emplea 1234 días en completar una órbita alrededor del Sol.

## Características físicas
La magnitud absoluta de Karge es 13,6. Tiene 4,335 km de diámetro y su albedo se estima en 0,341.